# Fred Archer
Frederick James Archer (1857 - 1886) fue un jockey inglés. Nació en Cheltenham, Inglaterra y fue toda una leyenda. Jinete natural conocedor de todas las tácticas de montar, es considerado el mejor jockey de la Época victoriana, ganador de 2748 carreras de 8074 incluyendo 21 clásicos. Hijo de William Archer quién también fue jockey , fue entrenado desde los 11 años por Mathew dawson quien fue su tío abuelo político ya que se casó con su sobrina nieta Helen Rose Dawson. Archer en 1882 fundó los establos falmouth Lodge hoy conocidos como los establos Pegasous. Muy deprimido ante la muerte de su joven esposa aunado a su salud producto de una dieta rigurosa debido a su estatura inusual para un jockey (1.78 m.), se suicidó a los 29 años. Se han reportado apariciones en los establos Pegasous de Archer montando un fantasmal caballo blanco.

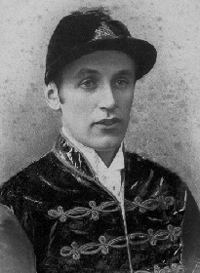

## Victorias en carreras clásicas
- Derby Epsom -1877: Silvio, 1880: Bend Or, 1881: Iroquois, 1885: Melton, 1886: Ormonde
- 1000 guineas-1875:Spinaway, 1879: Wheel of Fortune
- 2000 Guineas- 1874: Atlantic, 1879: Charibert, 1883: Galliard, 1885: Paradox

- Datos: Q5494485
- Multimedia: Fred Archer / Q5494485